# NYK-Bird-Klasse
Die Schiffe der NYK-Bird-Klasse zählen zu den ULCS-Containerschiffen.

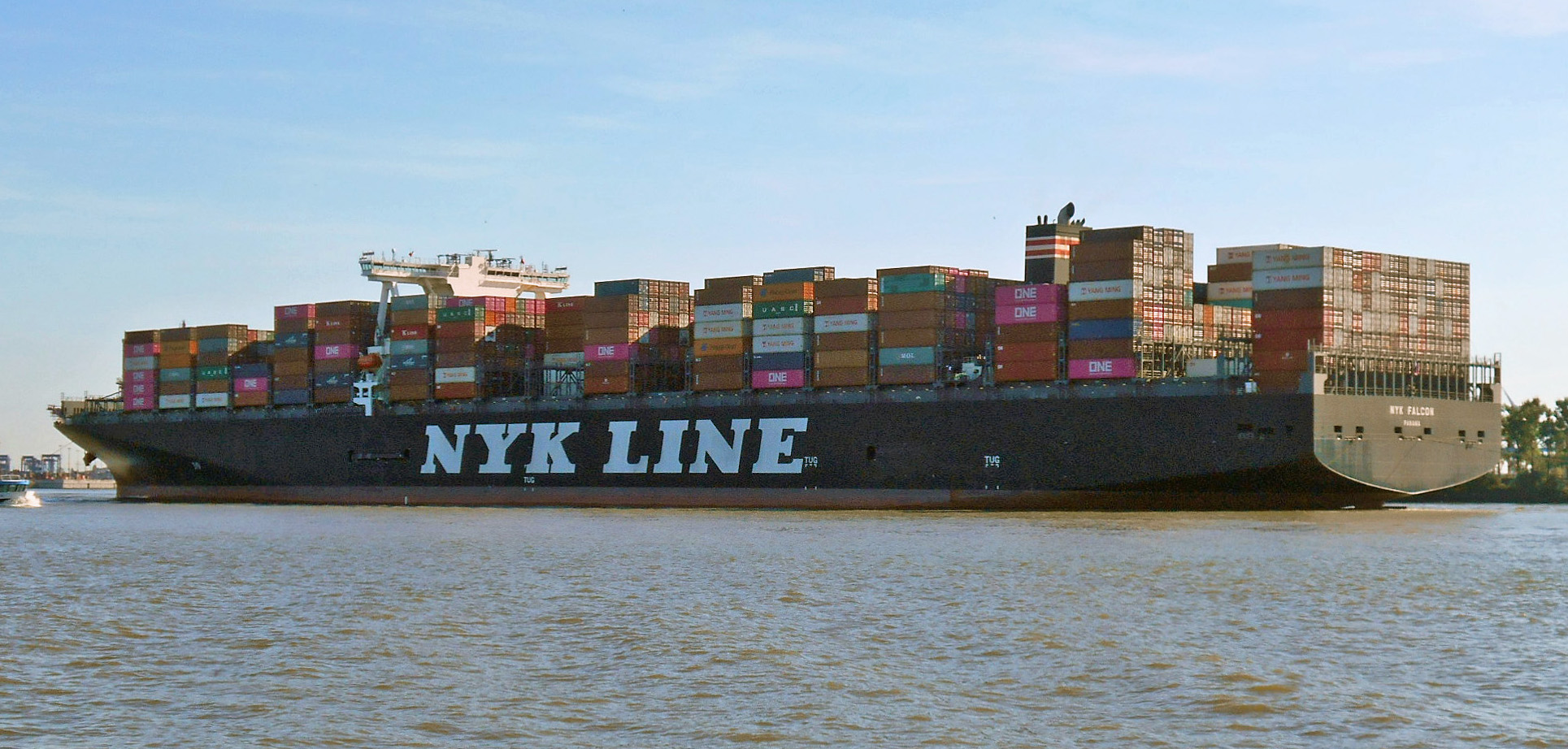
Heckansicht der NYK Falcon (2018 in Hamburg)

## Geschichte
Im April 2014 wurden acht Einheiten der neuen Baureihe von der japanischen Reederei Nippon Yusen Kaisha in Auftrag gegeben und zwei weitere Einheiten als Optionen in den Bauvertrag hereingenommen. Beide Bauoptionen wurden im Juli 2014 in Festaufträge umgewandelt. Der Bau begann im Frühjahr 2015 auf der Werft Japan Marine United in Kure. Das erste abgelieferte Schiff der zehn bis 2018 zu bauenden Einheiten, die alle Namen aus vorangestelltem Reedereikürzel und einer Vogelart erhalten, war die 2016 in Fahrt gesetzte NYK Blue Jay. Eingesetzt werden die Schiffe auf der Europa-Fernostroute.
Seit 2018 fahren die Schiffe für Ocean Network Express, ein Joint Venture von Nippon Yusen Kaisha, Mitsui O.S.K. Lines und “K” Line. 

### Zwischenfälle
Anfang Dezember 2020 geriet die ONE Apus im Pazifik in ein Schlechtwettergebiet, bei dem etwa 1900 Container beschädigt wurden oder über Bord gingen.

## Technik
Die Doppelhüllenschiffe zählen zur Gruppe der ULCS-Containerschiffe. Es sind die größten bisher in Japan abgelieferten Containerschiffe. Wie bei der Mehrzahl der Containerschiffe dieses Größensegments ist das Deckshaus weit vorne angeordnet, was einen verbesserten Sichtstrahl und somit höhere vordere Decksbeladung ermöglicht. Ein schiffbaulich auffallendes Merkmal des Decksaufbaus der Schiffe ist ihre im Verhältnis zur Schiffsbreite geringe Ausdehnung im Bereich der oberen Decks, die einen geringeren Windwiderstand bei Fahrten mit geringer oder keiner Decksladung bieten soll. Die Nocken des Brückendecks sind komplett geschlossen. Unterhalb des Aufbaus sind unter anderem die Bunkertanks angeordnet, um neueste MARPOL-Vorschriften zu erfüllen. Die Antriebsanlage mit dem von Winterthur Gas & Diesel in der Schweiz entwickelten und in Japan von Diesel United in Wärtsilä-Lizenz gefertigten Zweitakt-Diesel-Hauptmotor des Typs W9X82 ist weit achtern angeordnet. Zur Verbesserung der Manövriereigenschaften sind Querstrahlruder im Bug und Heck angeordnet. Die Laderäume der Schiffe werden mit Pontonlukendeckeln verschlossen. Die Schiffe haben eine maximale Containerkapazität von 14.026 TEU, bei einem durchschnittlichen Containergewicht von vierzehn Tonnen verringert sich die Kapazität. Weiterhin sind Anschlüsse für Integral-Kühlcontainer vorhanden.

## Die Schiffe
| NYK-Bird-Klasse | NYK-Bird-Klasse | NYK-Bird-Klasse | NYK-Bird-Klasse   | NYK-Bird-Klasse | NYK-Bird-Klasse                   |
| Bauname         | Baunummer       | IMO-Nummer      | Ablieferung       | Auftraggeber    | Spätere Namen und Verbleib        |
| --------------- | --------------- | --------------- | ----------------- | --------------- | --------------------------------- |
| NYK Blue Jay    | 5061            | 9741372         | 22. Februar 2016  | NYK             | ONE Blue Jay (2019) → so in Fahrt |
| NYK Ibis        | 5062            | 9741384         | 23. Mai 2016      | NYK             | ONE Ibis (2019) → so in Fahrt     |
| NYK Eagle       | 5063            | 9741396         | 2. September 2016 | NYK             | ONE Eagle (2019) → so in Fahrt    |
| NYK Crane       | 5064            | 9741401         | 30. November 2016 | NYK             | ONE Crane (2019) → so in Fahrt    |
| NYK Hawk        | 5075            | 9741413         | März 2017         | NYK             | ONE Hawk (2020) → so in Fahrt     |
| NYK Falcon      | 5076            | 9741425         | Juni 2017         | NYK             | ONE Falcon (2020) → so in Fahrt   |
| NYK Swan        | 5077            | 9741437         | September 2017    | NYK             | ONE Swan (2020) → so in Fahrt     |
| NYK Owl         | 5078            | 9741449         | 22. Dezember 2017 | NYK             | ONE Owl (2021) → so in Fahrt      |
| NYK Wren        | 5111            | 9784776         | 28. März 2018     | NYK             | ONE Wren (2021) → so in Fahrt     |
| ONE Stork       | 5112            | 9784788         | 12. Juni 2018     | NYK             | so in Fahrt                       |
| ONE Aquila      | 5121            | 9806043         | 7. September 2018 | NYK             | so in Fahrt                       |
| ONE Columba     | 5122            | 9806055         | 16. November 2018 | NYK             | so in Fahrt                       |
| ONE Grus        | 5123            | 9806067         | 1. Februar 2019   | NYK             | so in Fahrt                       |
| ONE Apus        | 5124            | 9806079         | April 2019        | NYK             | so in Fahrt                       |
| ONE Cygnus      | 5125            | 9806081         | 2019              | NYK             | so in Fahrt                       |
| Daten: Equasis  |                 |                 |                   |                 |                                   |